# Metabolus rugensis
El monarca de la Truk  (Metabolus rugensis) es una especie de ave paseriforme de la familia Monarchidae Monarchidae. Es la única especie del género  Metabolus.

## Descripción
El monarca de la Truk es un ave de tamaño mediano, mide unos 20 cm de largo. El plumaje es sexualmente dimorfo, el plumaje del macho es casi completamente blanco siendo negra su cara y garganta, el plumaje de la hembra es completamente negro. Posee un pico largo el cual es azul pálido.

## Distribución y hábitat
Es endémico de la isla de Truk en Micronesia.